# 大底鱂
大底鱂為輻鰭魚綱鯉齒目鯉齒亞目底鱂科的其中一種，為熱帶魚類，分布於西大西洋佛羅里達至古巴西部淡水及半鹹水域，體長可達18公分，棲息在植被生長的溪流、沼澤及海灣，生活習性不明，可做為觀賞魚。

## 擴展閱讀
維基物種上的相關：大底鱂